# Oidiodendron maius
Oidiodendron maius är en svampart som beskrevs av G.L. Barron 1962. Oidiodendron maius ingår i släktet Oidiodendron och familjen Myxotrichaceae.  Utöver nominatformen finns också underarten citrinum.